# فرودگاه ساروکابا
فرودگاه ساروکابا (به انگلیسی: Sorocaba Airport) (به زبان بومی: Aeroporto Estadual Bertram Luiz Leupolz) یک فرودگاه همگانی مسافربری با کد یاتا SOD است که یک باند فرود آسفالت دارد و طول باند آن ۱۴۸۰ متر است. این فرودگاه در کشور برزیل قرار دارد و در ارتفاع ۶۳۳ متری از سطح دریا واقع شده است.